# Nejlepší junior 1. české hokejové ligy
Nejlepší junior je individuální ocenění pro nejlepšího nováčka 1. české hokejové ligy. Toto ocenění se uděluje z iniciativy webu Hokej.cz od sezony 2018/2019. O jejichž držitelích rozhodují zástupci ze všech klubů 1. ligy.

## Držitelé
| Sezóna    | Hráč              | Tým                   |
| --------- | ----------------- | --------------------- |
| 2018/2019 | Šimon Jelínek     | Rytíři Kladno         |
| 2019/2020 | Vojtěch Střondala | HC Stadion Litoměřice |
| 2020/2021 | Michal Gut        | HC Baník Sokolov      |
| 2021/2022 | Jakub Málek       | VHK ROBE Vsetín       |
| 2022/2023 | Oskar Haas        | HC Frýdek-Místek      |
| 2023/2024 | Matyáš Dědek      | VHK ROBE Vsetín       |
| 2024/2025 | Maxim Burkov      | HC Dukla Jihlava      |